# Hyōsube

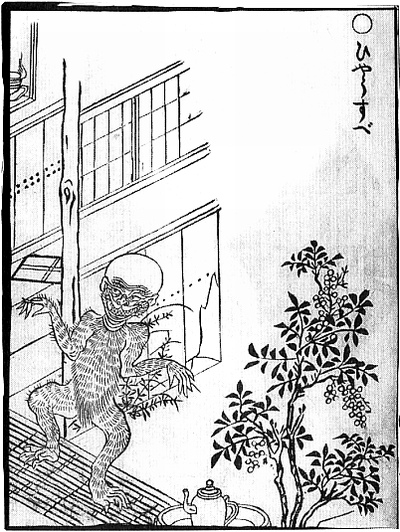
Hyōsube - Toriyama Sekien

Dans le folklore japonais, un hyōsube (兵主部 ou ひょうすべ - aussi appelé hyōsuhe, hyōzunbo ou hyōsubo) est un yōkai d'eau, apparenté au Kappa. Toriyama Sekien, spécialiste du folklore japonais, nous représente dans son premier recueil de 1776, Gazu hyakki yagyō (画図百鬼夜行, La Parade nocturne illustrée des cent démons), un hyōsube, créature à  mi-chemin entre le singe et le moine. Il se cache souvent dans les recoins sombre des chambres , se présentant anciennement au dessus des balances. Au 21 eme siècle , d’après les nombreux témoignages, il peut être aperçu au dessus de guitare .